# 삼양사
삼양사(株式會社 三養社)는 1924년 삼양그룹의 김연수 회장이 설립한 대한민국의 기업이다. 상장은 1968년에 이루어졌고 지주회사인 삼양홀딩스로부터 식품사업과 화학사업 부문이 분할되어 2011년 재상장되었다. 삼양라면을 생산하는 삼양식품과는 이름만 비슷할 뿐 아무 관계가 없는 회사이지만, 업종이 음식료품 제조업으로 비슷하다보니 자주 오해를 받는다.

## 사업
삼양사는 식품사업으로 설탕, 밀가루, 유지, 홈메이드 제품 등을 제조・판매한다. 화학산업에서는 플라스틱, 각종 수지 등을 생산한다. 2014년 1분기 기준으로 설탕 시장 점유율 32%, 이온교환수지(ion-exchange resin) 30%, 고강력사 27%, PC(polycarbonate, 폴리카보네이트) 수지 26%를 차지하고 있다.
매출구성은 식품 53%, 화학 47% 가량으로 이루어진다.

## 역사
설립 초기에는 농업자본으로서, 한반도와 만주 일대에서 간척 및 개간사업과 농장경영 사업을 영위했다. 당시 면방직 공장도 운영했다고 한다. 광복과 한국 전쟁을 거치면서 농업자본에서 산업자본으로 전환한 삼양사는 1955년 제당사업에 진출했다.
2004년 10월 창립 80주년을 맞이하며 "생활을 풍요롭고 편리하게 하는 기업”이라는 슬로건을 내걸었다. 2014년 10월 창립 90주년을 맞이했다. 2024년 4월 창립 100주년을 맞이했다가, 10월
지주회사 삼양홀딩스 그외 계열사 CI 변경했다.

## 사업다각화 계획
설탕 사업등 기존에 영위하던 사업은 성숙기 사업으로 경쟁이 치열하여 마진이 많이 안남는다는 단점이 있다. 이에 삼양사는 사업다각화를 진행하여 기존의 화학부문, 식품부문 외에 의약 및 의료용구 등의 의약부문을 보태어 전문제약회사로 성장시키고, 신사업부문으로 첨단 정보전자 소재 등을 추가하려 하고 있으며 1999년 4월 부도를 낸 한일약품의 새 주인 물망(2003년 말)에 오르기도 했다.

## 지배구조 개편
삼양사는 2014년 들어 통일성 없이 나열된 사업을 정리하여 지배구조를 개편하고 사업다각화를 추진하는 작업을 해왔다. 여기에 실적 호조도 호재가 되어 2014년 3월경부터 주가가 급등하여 8~9월에는 시가총액이 2배로 늘었다. 2014년 9월 현재 시가총액은 4,000억원에 이른다.

## 같이 보기
- 큐원
- 삼양사 울산공장